# Parafia św. Mikołaja Biskupa w Przyszowej
Parafia św. Mikołaja Biskupa w Przyszowej – parafia rzymskokatolicka należąca do dekanatu limanowskiego w diecezji tarnowskiej. 
Swoim zasięgiem obejmuje wsie Przyszowa, Stronie oraz część Długołęki-Świerklii. Opiekę nad nią sprawują księża diecezjalni.
Odpust parafialny obchodzony jest dwukrotnie: 6 sierpnia – w święto Przemienienia Pańskiego oraz 6 grudnia – w dniu wspomnienia św. Mikołaja. 
Proboszczem parafii od 2006 jest ks. Jan Gajda.

## Historia
Początki parafii sięgają XV w. – wspomina o niej w swoich zapiskach Jan Długosz. Wiadomo, że parafia już wówczas administrowała drewnianym kościołem, który w XVI w. został przekształcony w zbór braci polskich a następnie zniszczony. Ówcześni właściciele Przyszowej – rodzina Wierzbiętów, ufundowali dla parafii nowy kościół, który służył aż do początku XX w. (został rozebrany w 1906). Już kilka lat wcześniej rozpoczęto budowę świątyni murowanej, która zachowała się do dziś.

## Kościół
Funkcję kościoła parafialnego spełnia neogotycka murowana świątynia pw. św. Mikołaja.

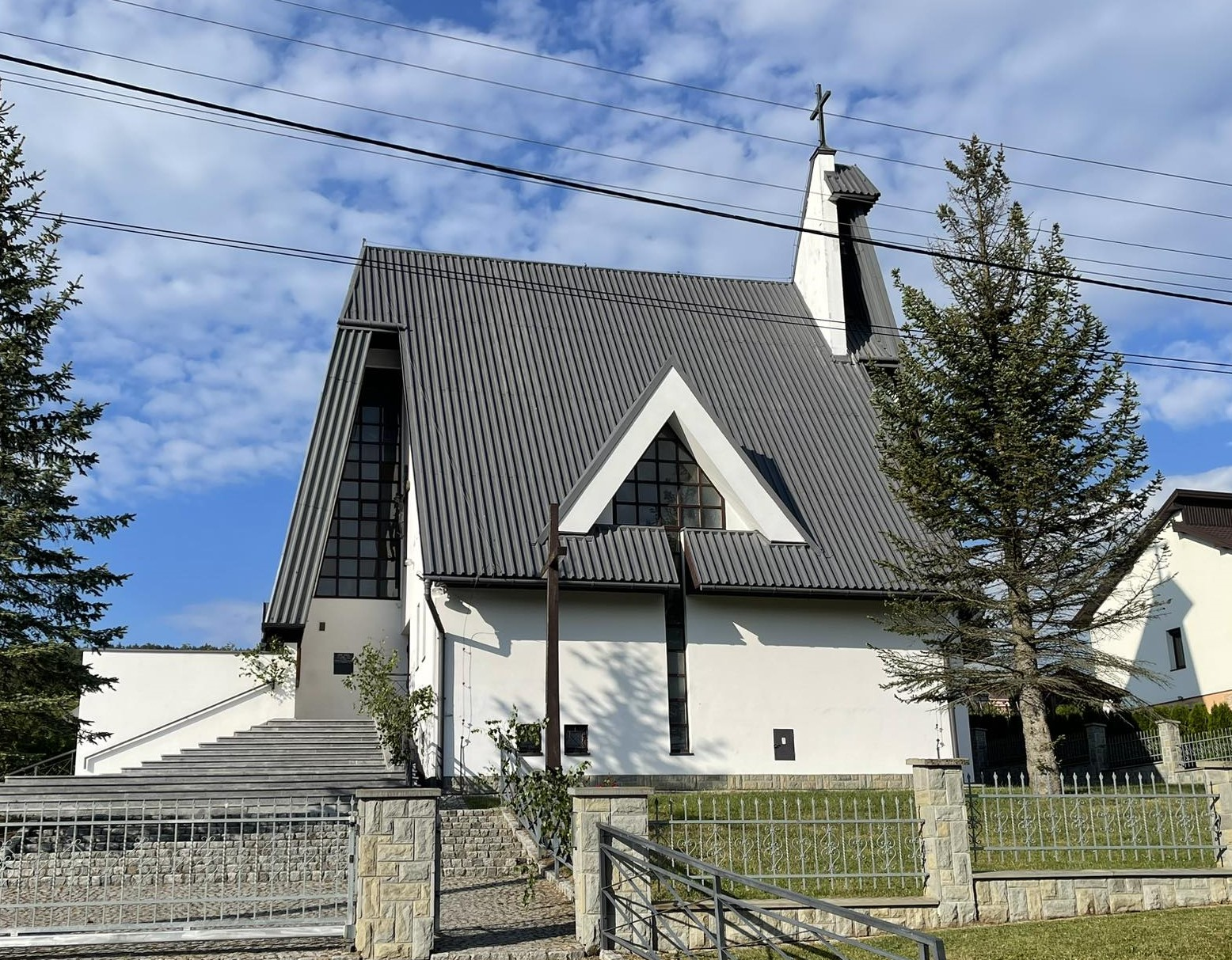
Kaplica Miłosierdzia Bożego w Stroniu

Ponadto parafia administruje również znajdującą się we wsi Stronie kaplicą.

## Grupy parafialne
W parafii działa kilka grup i organizacji katolickich, wśród których należy wymienić m.in.:
- Papieskie Dzieło Misyjne Dzieci
- Dziewczęca Służba Maryjna
- Katolickie Stowarzyszenie Młodzieży
- Ruch Światło - Życie
- Czciciele Miłosierdzia Bożego
- Róże Żywego Różańca
- Schola
- Chór parafialny
- Ministranci i lektorzy